# Franz Julius von Sachsen-Lauenburg
Franz Julius von Sachsen-Lauenburg (* 13. September 1584 in Ratzeburg; † 8. Oktober 1634 in Wien) war ein Prinz von Sachsen-Lauenburg.

## Leben
Franz Julius war der älteste Sohn des Herzogs Franz II. von Sachsen-Lauenburg (1547–1619) aus dessen zweiter Ehe mit Maria (1566–1626), Tochter des Herzogs Julius von Braunschweig-Wolfenbüttel. Seine Erziehung und Ausbildung war, wie die seiner Geschwister, oberflächlich und lückenhaft durchgeführt worden. Sein älterer Halbbruder August war 1619 als Herzog von Sachsen-Lauenburg gefolgt.
Am 4. Oktober 1619 unterzeichnete er mit seinen Brüdern in Lauenburg einen Erbvertrag; gegen die Anerkennung seines Bruders August als Herzog erhielt er den Hof Anker als Wohnsitz und eine jährliche Rente von 2500 Reichstalern. Franz Julius trat als kaiserlicher Kammerherr in den Wiener Hofdienst und wurde von Kaiser Ferdinand II. mit mehreren diplomatischen Missionen betraut. Nachdem sein Bruder August das Wittum von Franz Julius’ Mutter das Amt Neuhaus besetzte, protestierte Franz Julius heftig dagegen und geriet mit August in Auseinandersetzungen, die bis zu Franz Julius Tod anhielten. Franz Julius führte 1630 beim Reichshofrat die Klage seines Hauses gegen Hamburg um Amt und Schloss Ritzebüttel.
Franz Julius starb vermutlich an der Pest in Wien, ohne einen Erben zu hinterlassen. Das Gut Anker fiel an Herzog August von Lauenburg zurück.

## Ehe und Kinder
Franz Julius heiratete am 14. Mai 1620 Agnes (1592–1629), Tochter des Herzogs Friedrich I. von Württemberg. Keines der sieben Kinder dieser Ehe überlebte das Kleinkindalter:
- Franziska Maria (*/† 1621)
- Marie Sibylle (1622–1623)
- Franz Friedrich (1623–1625)
- Franz Julius (1624–1625)
- Johanna Juliane (*/† 1626)
- Ferdinand Franz (1628–1629)
- Franz Ludwig (*/† 1629)